# Église Saint-Pierre de Chalabre
Pour les articles homonymes, voir Chalabre (homonymie).
L'église Saint-Pierre de Chalabre est une église située en France, sur la commune de Chalabre, dans le département de l'Aude en région Languedoc-Roussillon.
Le clocher fait l'objet d'un classement au titre des monuments historiques depuis le 13 juillet 1907.

## Historique
L'édifice est partiellement classé pour son clocher au titre des monuments historiques en 1907.

## Mobilier
S'y trouvent une statue en bois de saint Éloi datant du xive siècle et un orgue datant de 1943, construit par Michel - Merklin & Kuhn et qui est un don de M. Canat, industriel chalabrois.